# Allen Sharp
Allen Sharp, är en engelsk författare av äventyrsböcker för ungdom, utgivna på Cambridge University Press.